# Fastlane (2015)
L'édition 2015 de Fastlane est une manifestation de catch (lutte professionnelle) télédiffusée et visible uniquement en paiement à la séance ainsi que gratuitement sur la chaîne de télévision française AB1. L'événement, produit par la World Wrestling Entertainment (WWE), a eu lieu le 22 février 2015 au FedExForum à Memphis, dans l'État du Tennessee. Il s'agit de la première édition de Fastlane. Le show sera le deuxième pay-per-view de la WWE en 2015.
Sept matchs se sont succédé (sans compter le Pré-Show). Dans l'événement, Roman Reigns a battu Daniel Bryan pour conserver sa place de challenger n°1 pour le WWE World Heavyweight Championship à WrestleMania 31. Toujours durant l'événement, Triple H a une confrontation «face-à-face» avec Sting.
L'événement a reçu 46.000 achats (hors vues WWE Network), en baisse de l'Elimination Chamber 2014 qui avait fait 183.000 achats, et qui a précédé le lancement du WWE Network.

## Contexte
Les spectacles de la WWE en paiement à la séance sont constitués de matchs aux résultats prédéterminés par les scénaristes de la WWE. Ces rencontres sont justifiées par des storylines — une rivalité avec un catcheur, la plupart du temps — ou par des qualifications survenues dans les émissions de la WWE telles que Raw, SmackDown, Superstars et Main Event. Tous les catcheurs possèdent un gimmick, c'est-à-dire qu'ils incarnent un personnage gentil ou méchant, qui évolue au fil des rencontres. Un pay-per-view comme Fastlane est donc un événement tournant pour les différentes storylines en cours.
Le pré-show présente une émission spéciale de "Miz TV» avec Paul Heyman comme invité spécial.

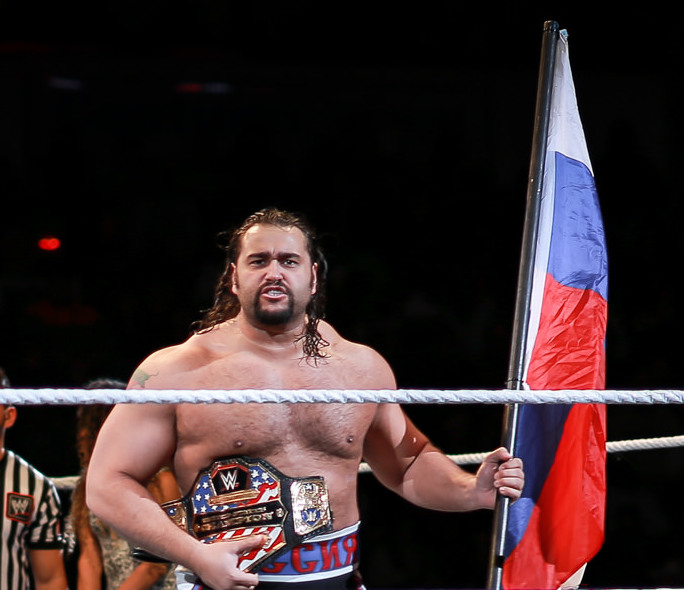
Rusev a fait face à John Cena pour le championnat des États-Unis.

### Rivalité entre John Cena et Rusev
Le 25 janvier après le Royal Rumble, John Cena a été interviewé mais a été interrompu par le champion des États-Unis de la WWE Rusev qui ont alors tenté d'en découdre mais ont été retenus par les autres catcheurs présents aux alentours. Dès le lendemain, il est annoncé que Rusev va défendre son titre face à Cena.

### Rivalité entre Dean Ambrose et Bad News Barrett

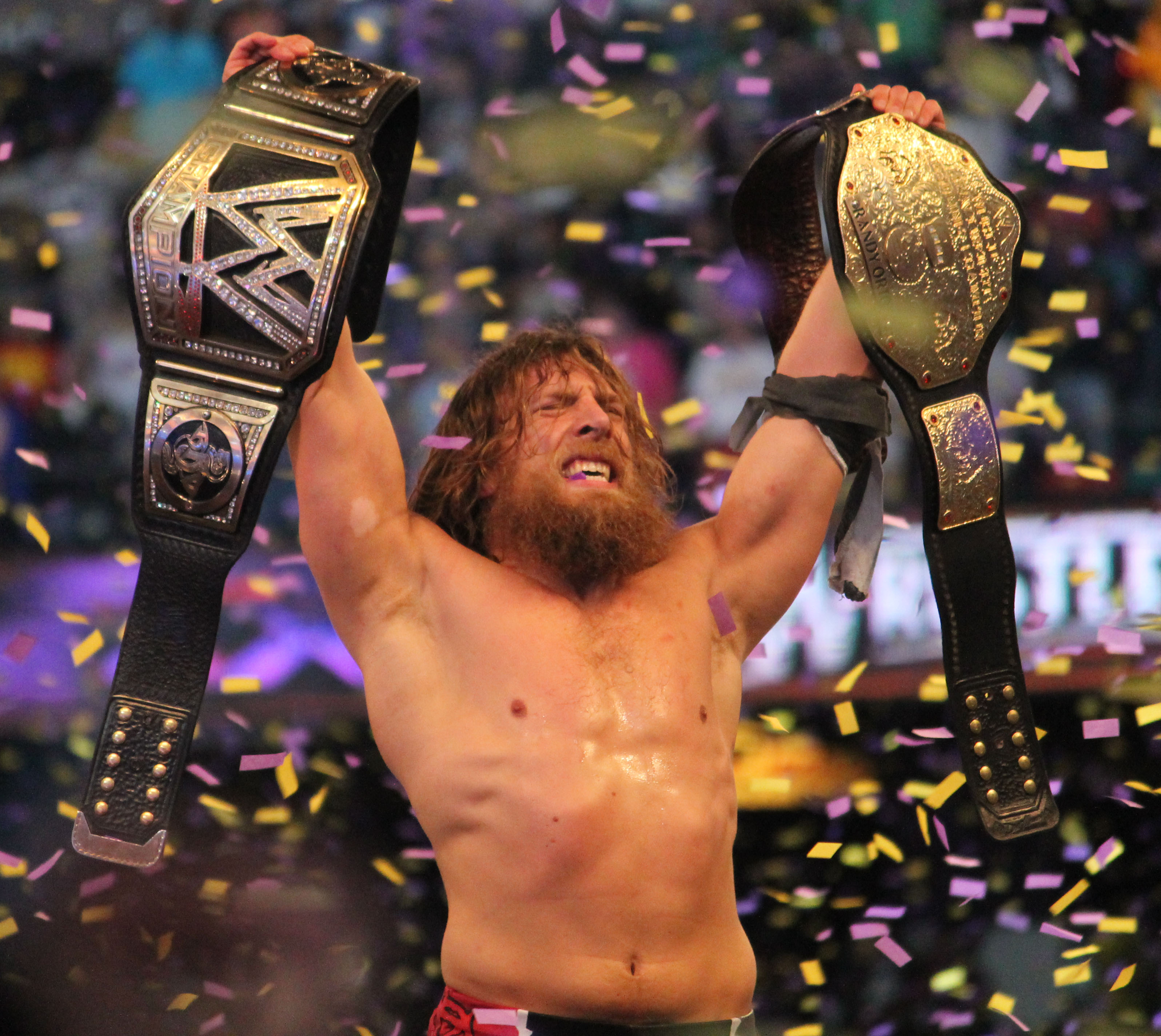
Daniel Bryan a affronté Roman Reigns dans le main-event.

Lors d'un Monday Night Raw[Lequel ?] Dean Ambrose bat Bad News Barrett le champion intercontinental de la WWE mais dans un match qui n'était pas pour le titre depuis Ambrose veut un match pour le titre Intercontinental mais Bad News Barrett refuse , après un match que Bad News Barrett a remporté, Dean Ambrose arrive et oblige Barrett à signer le match pour le titre intercontinental à Fast Lane[réf. nécessaire].

### Rivalité entre Roman Reigns et Daniel Bryan
Lors du RAW du 2 février, Roman Reigns a été manipulé par l'Authority en acceptant de défendre ses chances de titre pour le World Heavyweight Championship WWE à WrestleMania 31, qu'il avait gagné en remportant le Royal Rumble, dans un match à FastLane. Plus tard, cette nuit-là, Daniel Bryan a vaincu Seth Rollins(Grâce à L'aide de Roman Reigns) pour gagner le droit d'affronter Reigns à l'événement.

### Rivalité entre Nikki Bella et Paige
Le 29 janvier à Smackdown, Nikki Bella affrontera Paige pour le titre des Divas.

### Rivalité entre The Usos et Tyson Kidd & Cesaro
Le 29 janvier, Tyson Kidd bat Jey Uso. Le 2 février, Cesaro bat Jimmy Uso. Le 9 février, Cesaro et Kidd ont battu les Uso. Le 16 février, il a été annoncé que les Usos vont défendre leurs Tag Team Championship contre Cesaro et Kidd.

### Rivalité entre Goldust et Stardust
Depuis début 2015, Goldust et Stardust ont commencé à avoir des problèmes de communication dans leurs matchs, avec Stardust qui devient plus enraciné dans sa gimmick, laissant Goldust d'avoir à essayer de communiquer avec son frère, Cody. Cela a provoqué Stardust à se mettre en colère et de partir pendant un match contre l'Ascension sur le 2 février. Le 16 février, malgré un plaidoyer passionné de leur père Dusty Rhodes, après avoir perdu contre The New Day , Stardust a frappé Goldust avec l'ancien finish de Cody, ainsi donc dissoudre l'équipe. Le 19 février, il a été annoncé que Goldust ferait face Stardust lors de l'événement.

### Rivalité entre The Authority et Dolph Ziggler, Erick Rowan & Ryback
Le 9 février, Dolph Ziggler, Ryback et Erick Rowan sont arrivés et ont aidé Daniel Bryan et Roman Reigns pour vaincre Seth Rollins, Big Show, Kane et J & J de sécurité. Le 16 février, après que Ziggler ait vaincu Rollins par disqualification, il a été attaqué par Rollins et J & J de sécurité, mais Ryback, et Rowan sont arrivés et ont sauvé Ziggler. Le 19 février, après que Rollins ait vaincu Ziggler, l'Authority attaquent Ziggler, Ryback, et Rowan. Le 19 février, il a été annoncé sur WWE.com que Ziggler, Ryback, et Rowan ferait face à Rollins, Big Show, et Kane dans un match d'équipe de six hommes lors de l'événement.

## Tableau des matchs
| #                                                                | | Stipulations | Temps |
| ---------------------------------------------------------------- | --- | --- | ----- |
| 1                                                                | Seth Rollins, Big Show et Kane (avec Jamie Noble et Joey Mercury) battent Dolph Ziggler, Ryback et Erick Rowan | Six-Man Tag Team match | 13:01 |
| 2                                                                | Goldust bat Stardust                                                                                           | Match simple | 8:55  |
| 3                                                                | Cesaro et Tyson Kidd (avec Natalya) battent The Usos (Jimmy et Jey Uso) (c) (avec Naomi)                       | Match simple pour le WWE Tag Team Championship                                                                            | 9:33  |
| 4                                                                | Nikki Bella (c) (avec Brie Bella) bat Paige                                                                    | Match simple pour le WWE Divas Championship                                                                               | 5:34  |
| 5                                                                | Bad News Barrett (c) bat Dean Ambrose par disqualification                                                     | Match simple pour le WWE Intercontinental Championship                                                                    | 7:58  |
| 6                                                                | Rusev (c) (avec Lana) bat John Cena par KO                                                                     | Match simple pour le WWE United States Championship.                                                                      | 18:42 |
| 7                                                                | Roman Reigns bat Daniel Bryan                                                                                  | Match simple, le vainqueur rencontrera Brock Lesnar pour le Championnat du Monde Poids-lourds de la WWE à WrestleMania 31 | 20:10 |
| (c) désigne le(s) champion(s) défendant son titre dans le match. | | |       |

## Conséquences

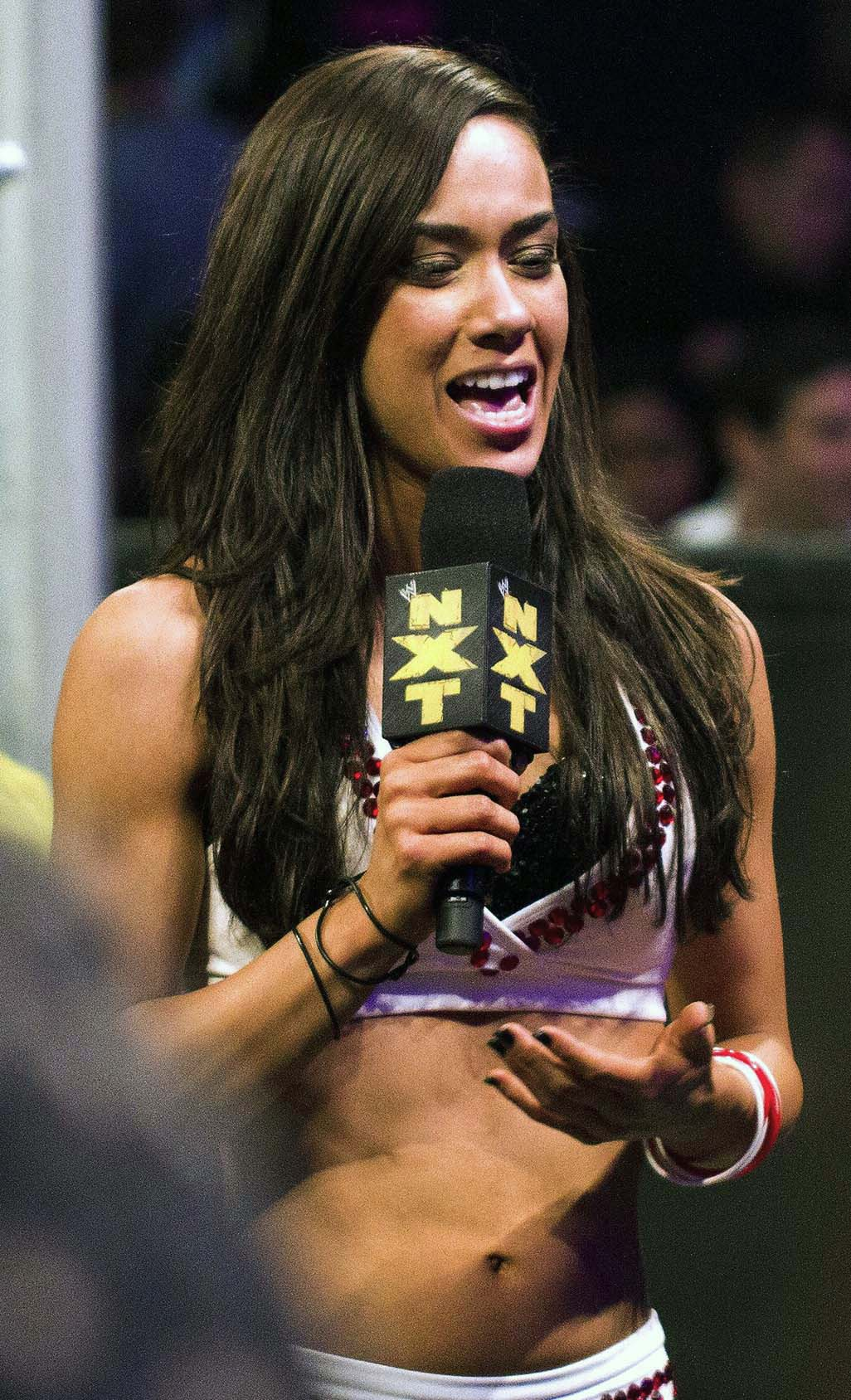
AJ Lee a fait son retour début mars.

Paul Heyman a révélé que son client, le champion du monde de la WWE Brock Lesnar serait à RAW la nuit suivante pour aborder la victoire de Reigns. Cependant, Lesnar n'est pas apparu avec Heyman.
Le 23 février, Randy Orton a débuté le show en appelant Seth Rollins à avoir un match, mais finalement, c'est The Authority qui est apparu demandant à Orton de revenir. Pendant ce temps, Erick Rowan, Dolph Ziggler & Ryback prennent leur revanche sur leur défaite de la nuit dernière en battant Big Show, Kane et Seth Rollins. Le 9 mars, Orton insulte chaque membre de l'Authority. Plus tard dans la soirée, Orton et Rollins affrontent Roman Reigns dans un Handicap match 2-on-1, mais Orton abandonne Rollins, et l'attaque à la fin du match, ce qui donnera naissance à un match pour WrestleMania.

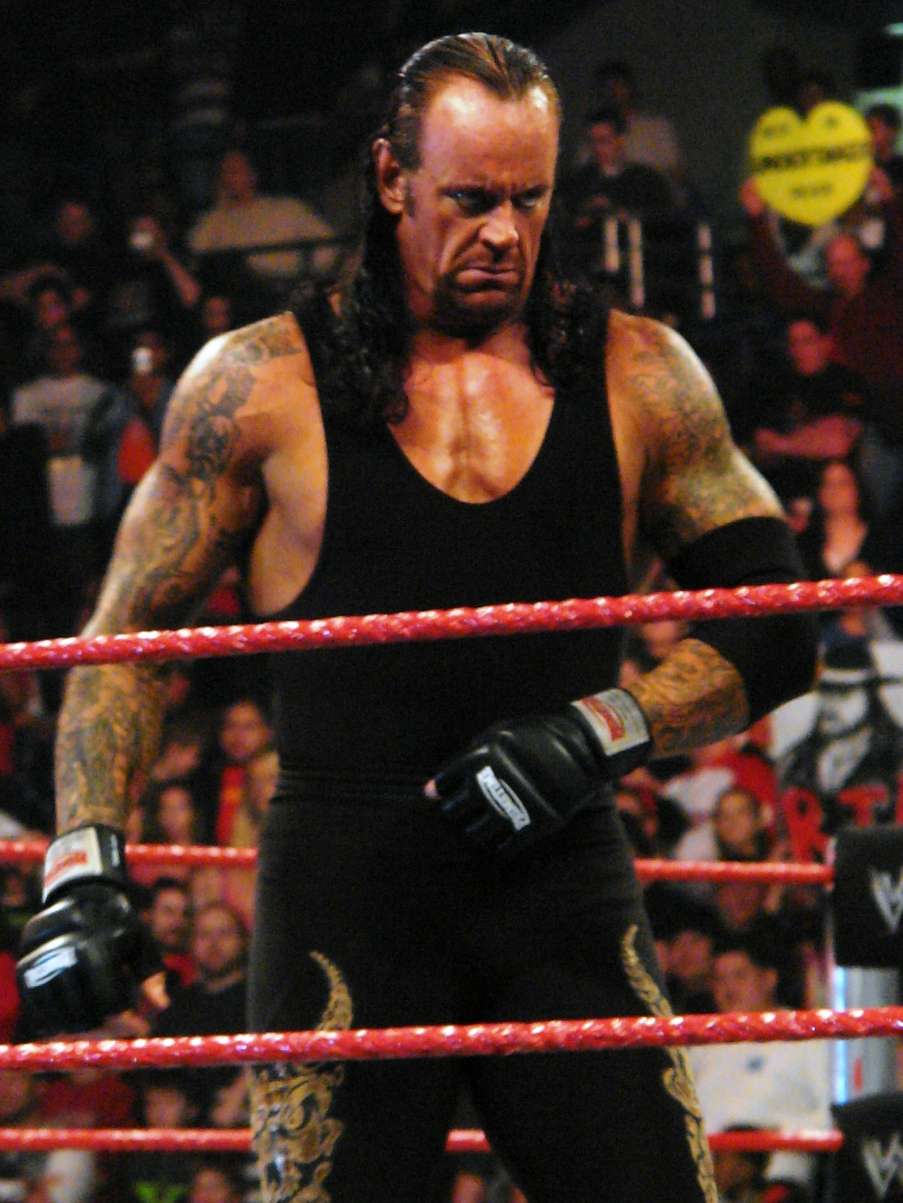
Undertaker a répondu a l'invitation de Bray Wyatt.

Lors du PPV, Bray Wyatt a appelé The Undertaker en lui disant que celui-ci est le "nouveau visage de la peur". Undertaker, qui n'est plus apparu depuis WrestleMania XXX, a accepté un match à WrestleMania.
Le 2 mars, Paige a obtenu un match revanche pour le titre des Divas contre Nikki Bella. Mais Brie Bella a interféré dans le match, et les Bellas ont ensuite attaquées Paige. AJ Lee est alors revenue pour aider Paige et faire face aux Bellas.

## Réception
FastLane a reçu des critiques plutôt mitigées. Matthew Asher de Slam!Wrestling a donné la note de 3/5. Asher a critiqué les fins de matchs douteuses des matchs suivants : Goldust/Stardust, Bella/Paige, Rusev/Cena et Barrett/Ambrose. Asher a souligné qu'à un moment, Reigns devrait avoir perdu par Count-Out si n'y avait pas eu le comptage long.
Tout au long de la soirée, la foule a été particulièrement calme. Benjamin Tucker de Pro Wrestling Torch Bulletin, qui assisté au spectacle, a donné la note de 6/10 pour le PPV.